# Taita (peuple)
Pour les articles homonymes, voir Taita.
Les Taita sont une population bantoue d'Afrique de l'Est vivant au Kenya, également en Tanzanie. 

## Ethnonymie
Selon les sources et le contexte, on observe différentes formes : Adavida, Dabida, Davida, Dawida, Kidabida, Kitaita, Taitas, Teita, Teitas, Vataita, Vateita, Wataita, Wateita.

## Langues
Ils parlent le taita (ou dawida), une langue bantoue dont le nombre de locuteurs était estimé à 312 000 en 2006. Le swahili, langue véhiculaire, est également utilisé.